# پوده‌خوار
در زیست‌شناسی به موجودات زنده‌ای که از لجن، فضله، ریزه، مواد اضافی و پوسیده، لاشه و نخاله تغذیه می‌کنند پوده‌خوار (به انگلیسی: detritivore) گفته می‌شود. پوده‌خوار را بسته به مورد لجن‌خوار، گَندخوار و مرده‌خوار هم می‌گویند.
پوده‌خوارها مواد آلی را تجزیه می‌کنند و به زنجیره غذایی بازمی‌گردانند.
کرم‌های خاکی از شناخته‌شده‌ترین پوده‌خوارها هستند و به تغذیه از برگ پوسیده گیاهان و دیگر پیخال‌ها مشغولند.
گروه‌های پوده‌خوار عبارت‌اند از: هزارپایان، سرگین‌غلتان‌ها، خرخاکی‌ها، سرگین‌مگسان و سوسک‌های خاکسپار.